# Brixton Academy

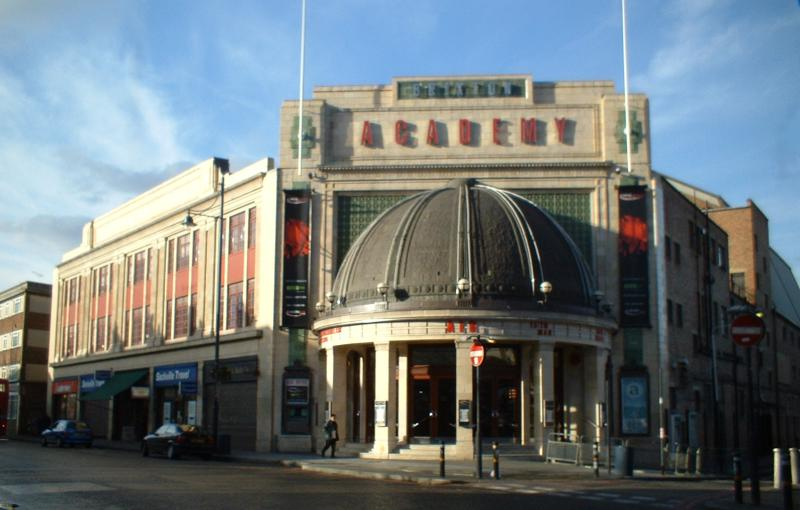
Budova Brixton Academy

Brixton Academy, současný oficiální název O2 Academy Brixton (původně Carling Academy Brixton), je hudební a koncertní sál nacházející se na rohu Brixton Road a Stockwell Road v londýnské čtvrti Brixton v městském obvodu Lambeth.

## Historie
Budova Brixton Academy byla postavena na místě soukromého parku v roce 1929 s celkovým nákladem 250 000 liber jako největší ze čtyř divadel, která nesla jméno "Astoria". Budovu otevřel 19. srpna 1929 poslanec Nigel Colman.
Provoz kina byl zastaven 29. července 1972 a ještě na podzim téhož roku byla budova otevřena jako "Sundown Centre". Nový koncertní sál se orientoval na rockovou hudbu, avšak nezaznamenal výraznější úspěch a o čtyři měsíce na to byl opět zavřen.
V roce 1974 se objevily snahy ke zbourání budovy a výstavbě prodejny automobilů a benzinové pumpy. Nakonec však z plánů sešlo. Budova stála bez využití až do roku 1981, když byla opět otevřena jako koncertní sál koncertem skupiny UB40. V roce 1982 byla kvůli dluhům opět zavřena, dokud ji roku 1983 nekoupil Simon Parkes a nepřeměnil na Brixton Academy. Během 80. let se stala dějištěm nejrůznějších koncertů: hráli zde Eric Clapton, Dire Straits nebo skupina The Police; natáčely se tu videoklipy skupin jako Wham! Nebo Culture Club.

## Současnost
V roce 1995 koupila Brixton Academy společnost Break For The Border. Budova prošla výraznou rekonstrukcí s celkovým rozpočtem půl milionu liber šterlinků. Během oprav byla obnovena fasáda ve stylu art deco, přibyla nová zařízení jak pro diváky, tak i v zákulisí. Kapacita hlediště byla zvětšena na něco okolo 5 000 diváků. Za poslední roky zde vystoupili hudebníci jako Dido, Franz Ferdinand, David Gray, Green Day, Good Charlotte, Kasabian, The killers, Kraftwerk, The Libertines, Madonna, Massive Attack, Placebo, The Prodigy, Pendulum a další.
V současnosti je budova ve vlastnictví Academy Music Group a po re-brandingu v létě roku 2004 byla přejmenována (podle hlavního sponzora Academy Music Group – britského pivovaru Carling) na Carling Academy Brixton. V roce 2008 zakoupila sponzorská práva na její název společnost O2 a od roku 2009 se jmenuje O2 Academy Brixton. I po rekonstrukci si budova zachovala mnohé charakteristické rysy, mezi jinými i zdobený portál. Zůstává populárním místem konání koncertů.